# Bengt Erland Fogelberg

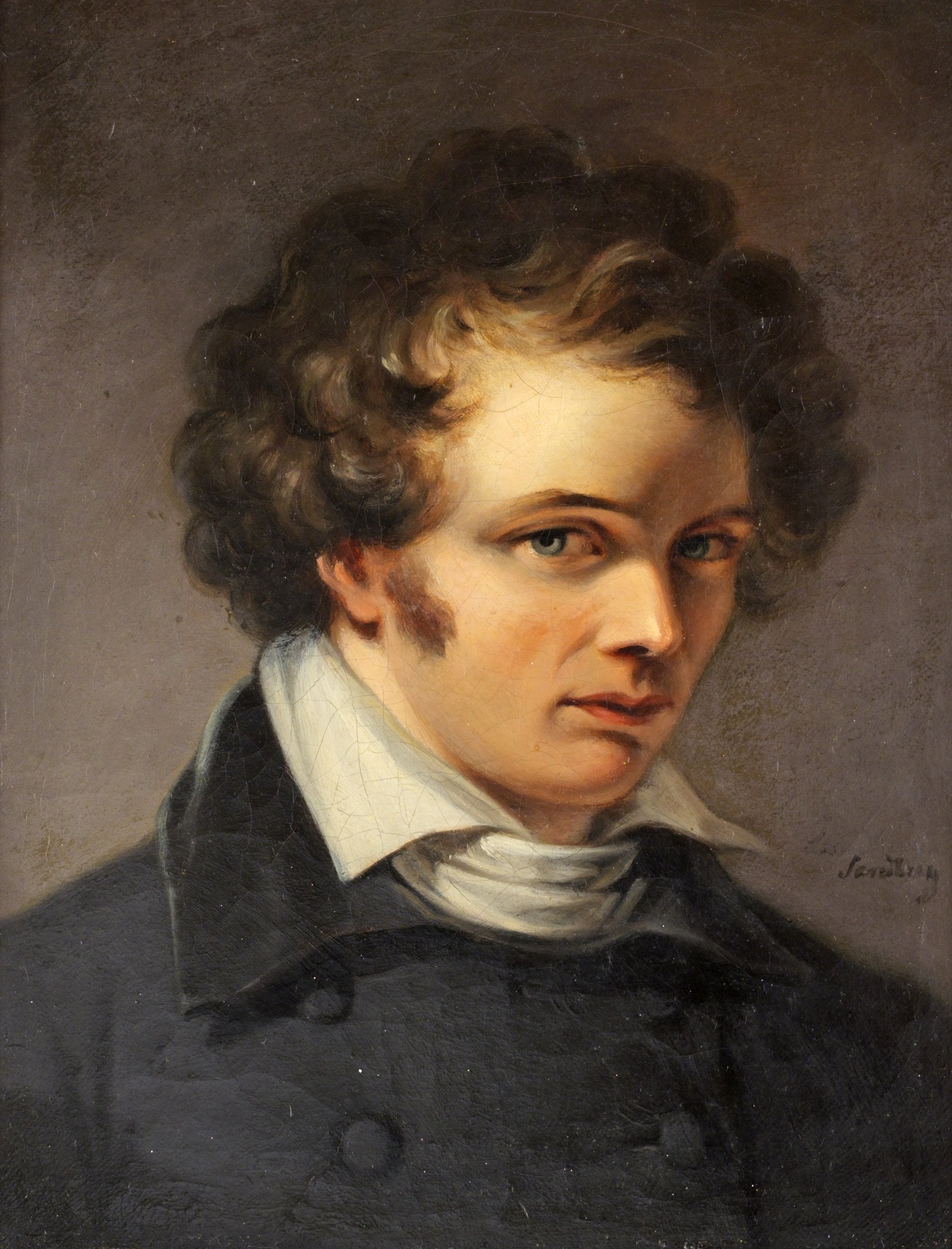
Porträt Bengt Erland Fogelberg, von Johan Gustaf Sandberg

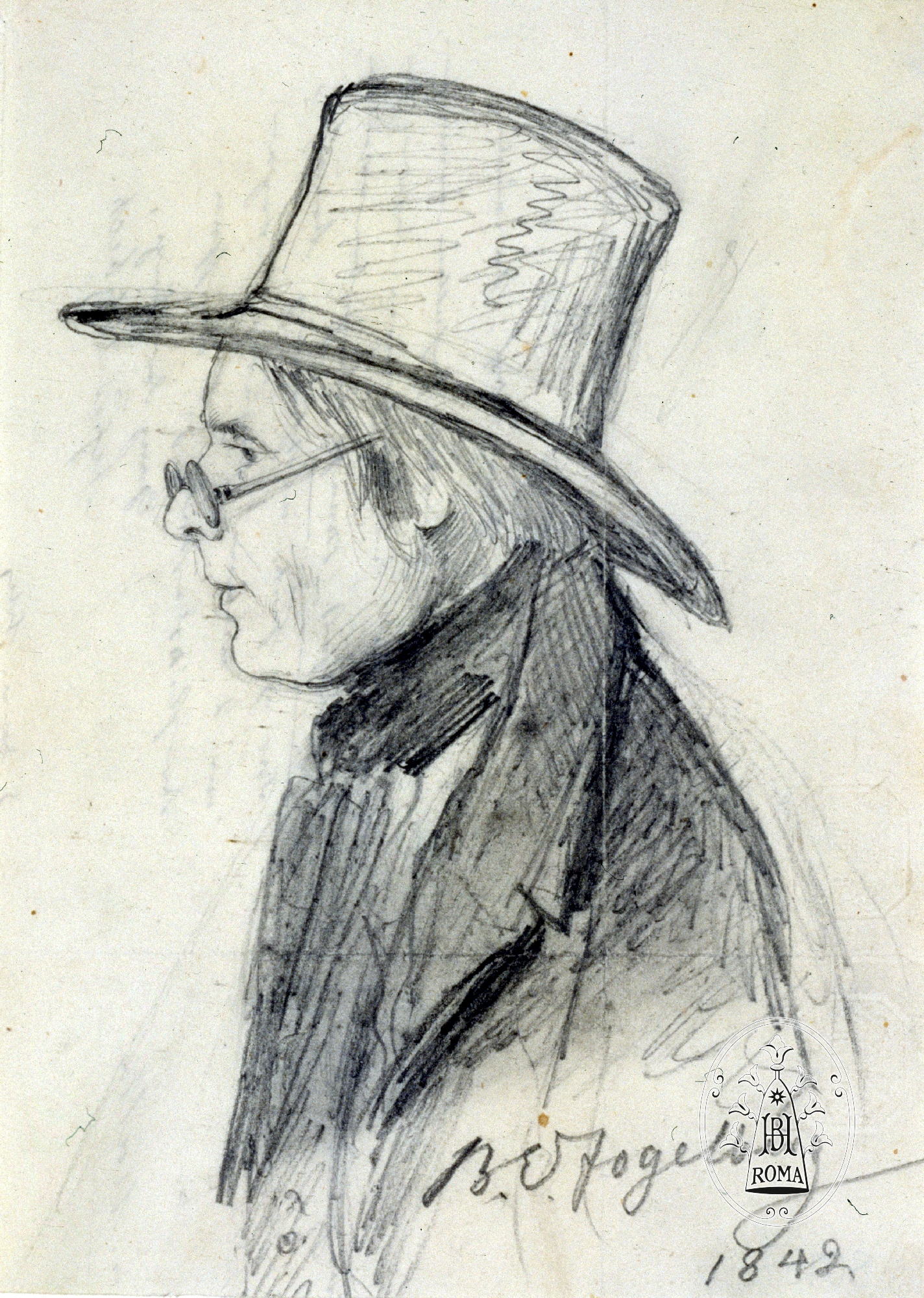
Porträt Bengt Erland Fogelberg, Rom 1842

Bengt Erland Fogelberg, auch Benedict Fogelberg (* 8. August 1786 in Göteborg; † 22. Dezember 1854 in Triest) war ein schwedischer Bildhauer.

## Leben
Erste handwerkliche Erfahren gewann Fogelberg als Lehrling seines Vaters im Gelbgießergewerbe. Seit 1803 arbeitete er für einige Jahre bei dem Stockholmer Hofziseleur Rung. Später gab er das Handwerk auf und widmete sich der Kunst. Die Stockholmer Kunstakademie verlieh ihm bereits 1811 ihre höchste Medaille. Ein Stipendium ermöglichte ihm 1820 einen Aufenthalt in Paris; 1821 nahm er seinen dauernden Wohnsitz in Rom, wo er sich durch tüchtige Leistungen bald einen Namen machte. Er gehört zu den ersten, welche die nordischen Göttergestalten plastisch darzustellen wagten, und zwar übertrug er, von Bertel Thorvaldsen beeinflusst, die antiken Formen auf die nordische Welt. Wie sehr auch sein Talent anzuerkennen ist, so ist ihm doch eine plastische Verkörperung der schwankenden Umrisse jener Göttergestalten in überzeugender Wahrheit nicht gelungen.
Nachdem er 1854 in Schweden Ehrengast bei den Enthüllungen von dreien seiner Hauptwerke war, starb Fogelberg am 22. Dezember 1854 während der Rückreise nach Rom in Triest.

## Werke
Das Museum zu Stockholm besitzt die Statuen von Odin, Thor, Merkur den Argus tötend, Venus und Apollo Citharoedus. Eine Statue des Königs Gustav II. Adolf erhielten die Städte Bremen (Original; errichtet 1856) und Göteborg (Zweitguss; errichtet 1854). Gemeinschaftlich mit Johan Niclas Byström vollendete Fogelberg die kolossalen Bildsäulen der Könige Gustav II. Adolf, Karl X. Gustav, Karl XI. (Schweden), Karl XII. (Schweden), Karl XIII. (Schweden) und Karl XIV. Johann (Schweden) im Schloss zu Stockholm.

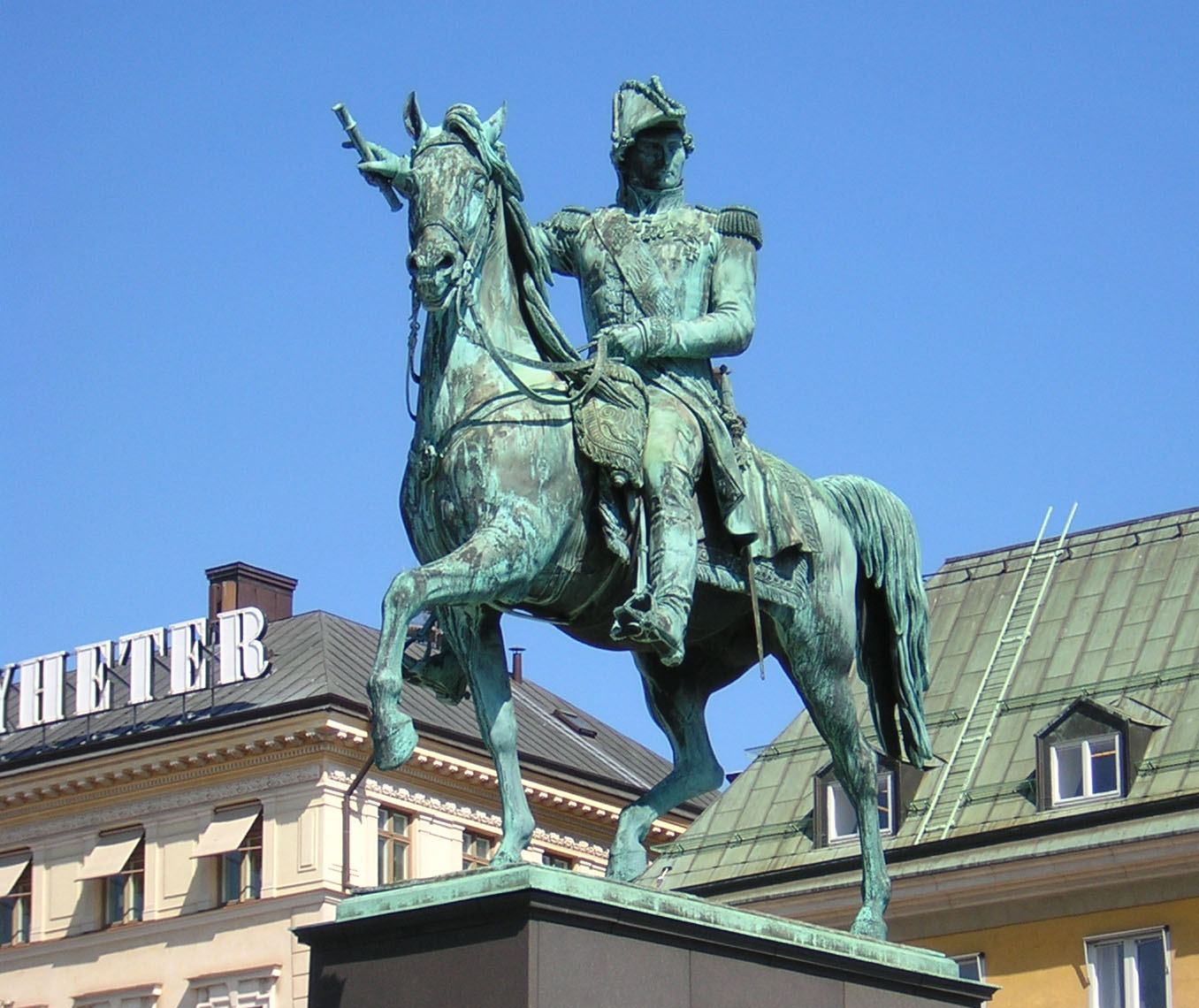
Stockholm: Reiterstandbild des Königs Karl XIV. Johann (Schweden) am Hafen
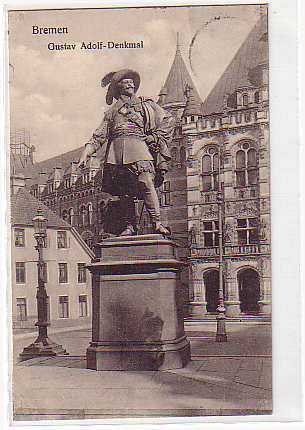
Bremen: Standbild Gustav II. Adolf
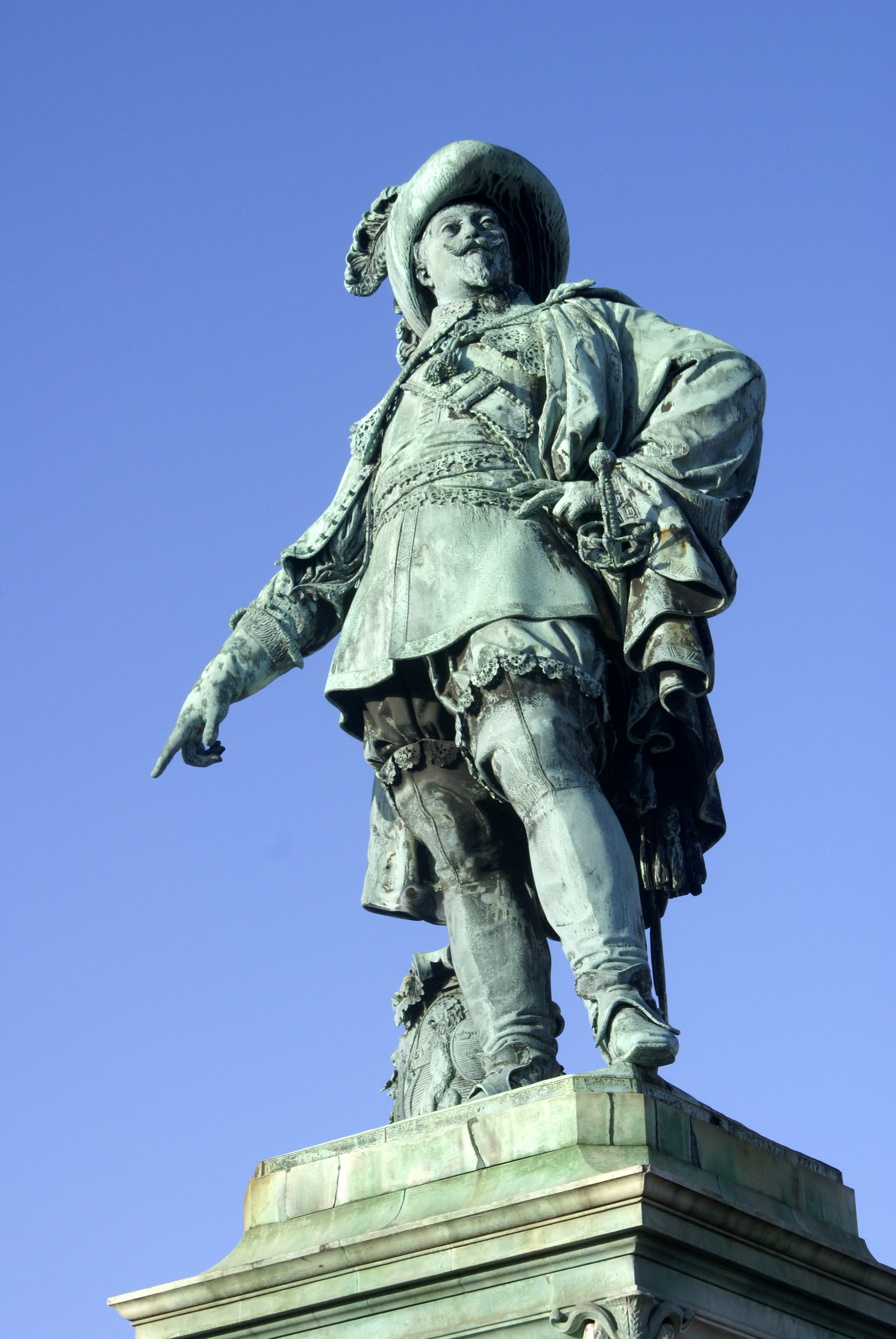
Göteborg: Standbild Gustav II. Adolf
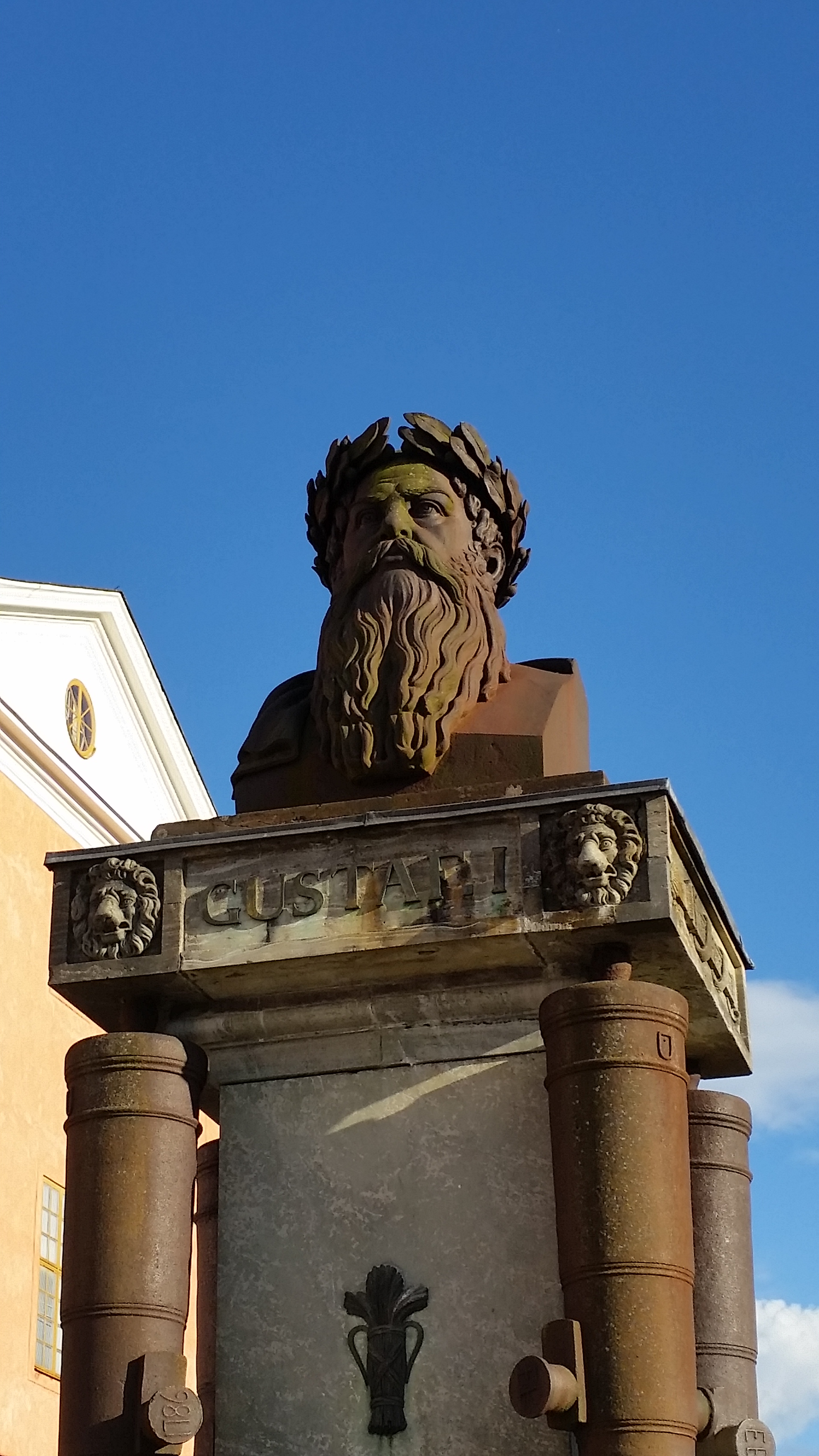
Upsala: Gustav Vasa Monument